# Flora, Illinois
Flora là một thành phố thuộc quận Clay, tiểu bang Illinois, Hoa Kỳ. Năm 2010, dân số của thành phố này là 5070 người.

## Dân số
Dân số qua các năm:
- Năm 2000: 5086 người.
- Năm 2010: 5070 người.